# Peugeot Boxer

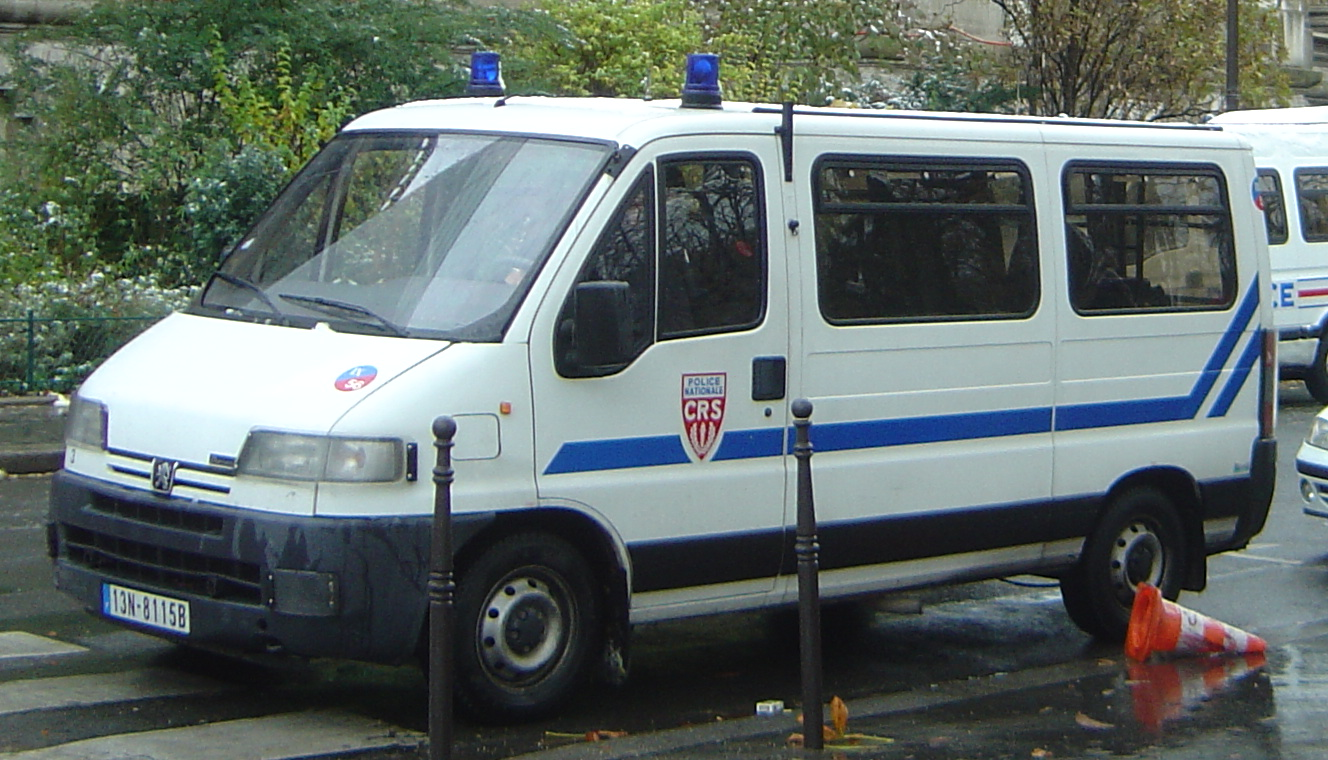
Peugeot Boxer francouzské policie

Peugeot Boxer je lehké užitkové vozidlo – dodávka, vyráběná automobilkou Peugeot.
Vozy se vyrábí v italském městě Val di Sangro v továrně Sevel od roku 1994, kdy řada Boxer nahradila předchozí model Peugeot J5. Existuje mnoho verzí, jak pro přepravu osob tak verze pro dopravu nákladů i jen základní šasi pro různé užitkové přestavby. Jednotlivé typy se liší i délkou a výškou nástavby. Továrna v Sevel byla založena firmami Peugeot a Citroën patřícími do koncernu PSA a italským Fiatem. Vyrábí se tu proto i vozy Citroën Jumper a Fiat Ducato, které jsou s Boxerem konstrukčně shodné. V červenci 2006 byly uvedeny do výroby nové modelové řady těchto tří výrobců.